# Huta Voivozi, Bihor
Huta Voivozi (în slovacă  Stará Huta, în maghiară Almaszeghuta) este un sat în comuna Șinteu din județul Bihor, Crișana, România.